# Луунья (волость)
Лу́унья (эст. Luunja vald) — волость в Эстонии в составе уезда Тартумаа.  Административный центр — посёлок Луунья. 

## География
Расположена в восточной Эстонии. На юге граница волости проходит по реке Эмайыги. Соседние волости на другом берегу реки — Кастре и Камбья. Граничит с городом Тарту и волостями Тарту и Пейпсияэре.
На территории волости расположена часть природного парка Пяхклисааре и часть заповедника Пейпсивеэре.
Площадь волости 131,8 км². Плотность населения в 2020 году составила 38,0 человек на 1 км².

## Население
По данным Департамента статистики Эстонии, по состоянию на 1 января 2024 года в волости проживали 5840 человек, из них 2876 мужчин (49,25 % населения волости) и 2964 женщины (50,75 %). Число жителей в возрасте 0—14 лет (включительно) составило 1306 человек (22,4 % всего населения волости).
По данным Регистра народонаселения, по состоянию на 1 января 2020 года в волости насчитывался 5001 житель, на 1 июля того же года 5050 жителей. В результате интенсивного строительства в волости появилось большое число новых жилых зданий и промышленных объектов, и увеличилась численность населения. По данным Регистра народонаселения, за период 2007–2018 годов число жителей волости выросло более чем на 1800 человек. Сальдо миграции также оставалось положительным. Это говорит о том, что волость Луунья является благоприятным местом для жизни. В этом существенную роль играют перестройка летних дач под круглогодичное проживание и создание новых жилых районов. На территории волости также проживает большое число не внесённых в волостной регистр населения лиц; по данным переписи 2011 года они составляли почти 10 % населения.

## История
Образована постановлением Верховного Совета Эстонской республики 16 мая 1991 года. Предшественницей является волость Луунья, существовавшая в 1939—1950 годах. Историческое русское название — Луниаская (старорус. Луніаская) волость.

## Символика
Герб: на геральдическом щите зелёного цвета золотая скирда ржи и золотая горизонтальная волнистая полоса. Низ герба синего цвета.

Флаг: верхняя часть прямоугольного полотнища зелёная, нижняя синяя, они разделены жёлтой волнистой полосой. В центре зелёной части полотнища жёлтая скирда ржи. Нормальные размеры флага 100×150 см, соотношение ширины и длины 6:9.
Скирда ржи символизирует древний вид деятельности эстонцев — земледелие — и их главную еду — ржаной хлеб. Золотая волнистая полоса и синий цвет символизируют расположение волости на берегах реки Эмайыги. Символика принята в использование 29 сентября 1994 года, её автором является Иво-Манфред Ребане (Ivo-Manfred Rebane).

## Населённые пункты
В состав волости входит 1 посёлок и 20 деревень.

Посёлок: Луунья.

Деревни: Вейбри, Вийра, Кабина, Кавасту, Какуметса, Кикасте, Кыйву, Лохква, Мури, Паюкурму, Пилка, Покси, Пыввату, Рыыму, Сава, Савикоя, Сиргу, Сиргуметса, Сяэзекырва, Сяэскюла.

## Статистика
Данные Департамента статистики Эстонии о волости Луунья:

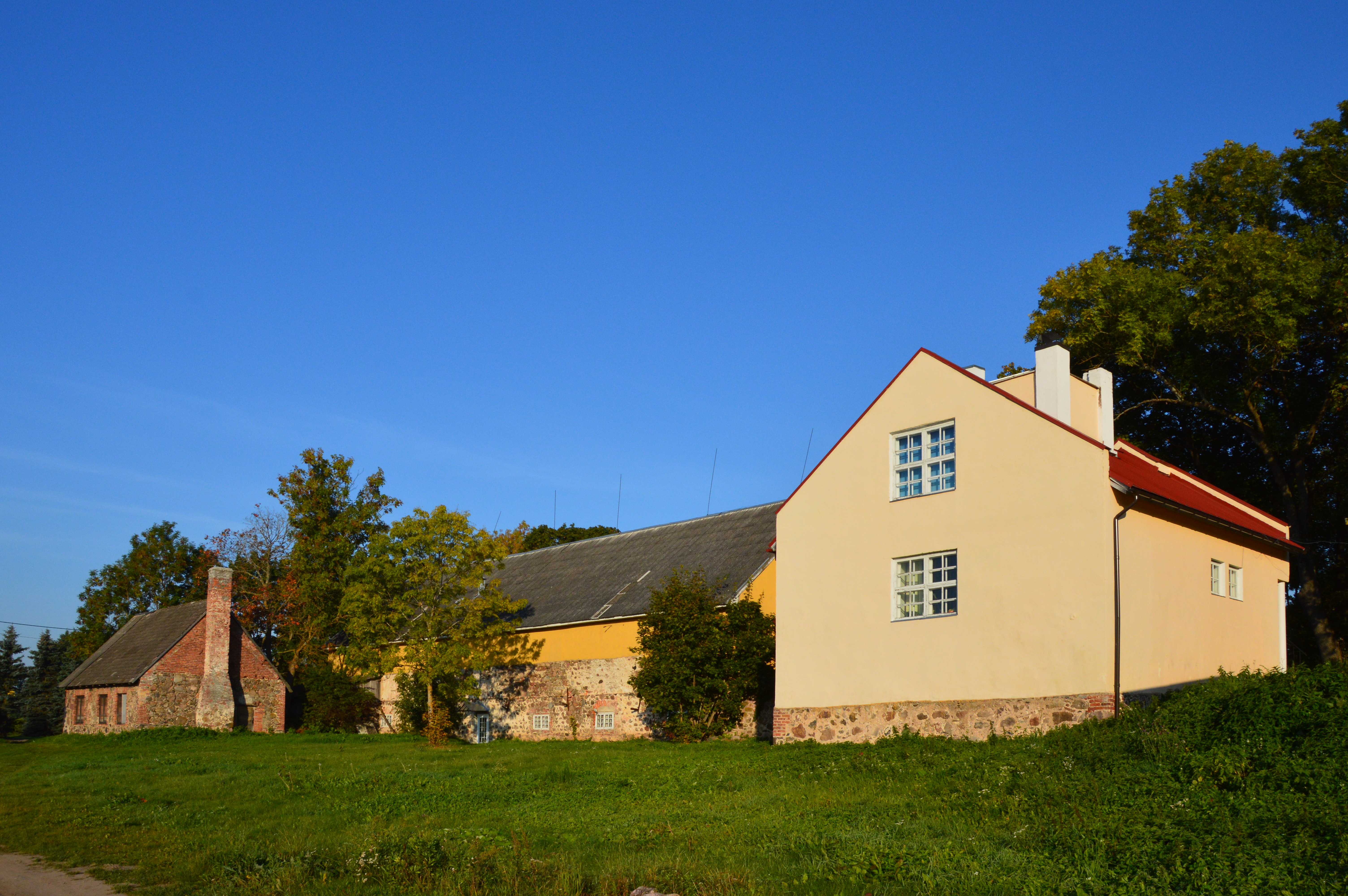
Здания бывшей мызы Луунья

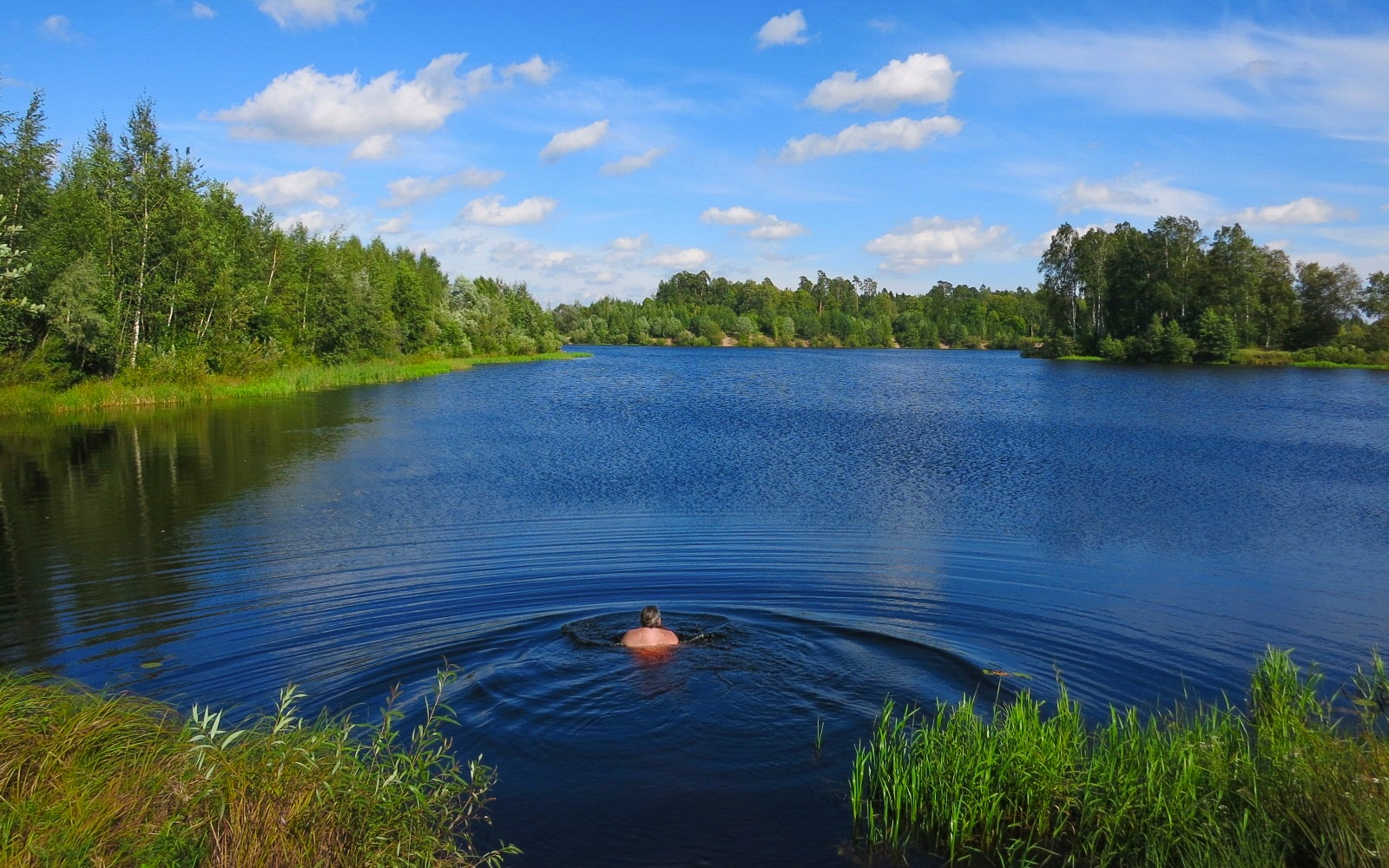
Карьер в деревне Кабина

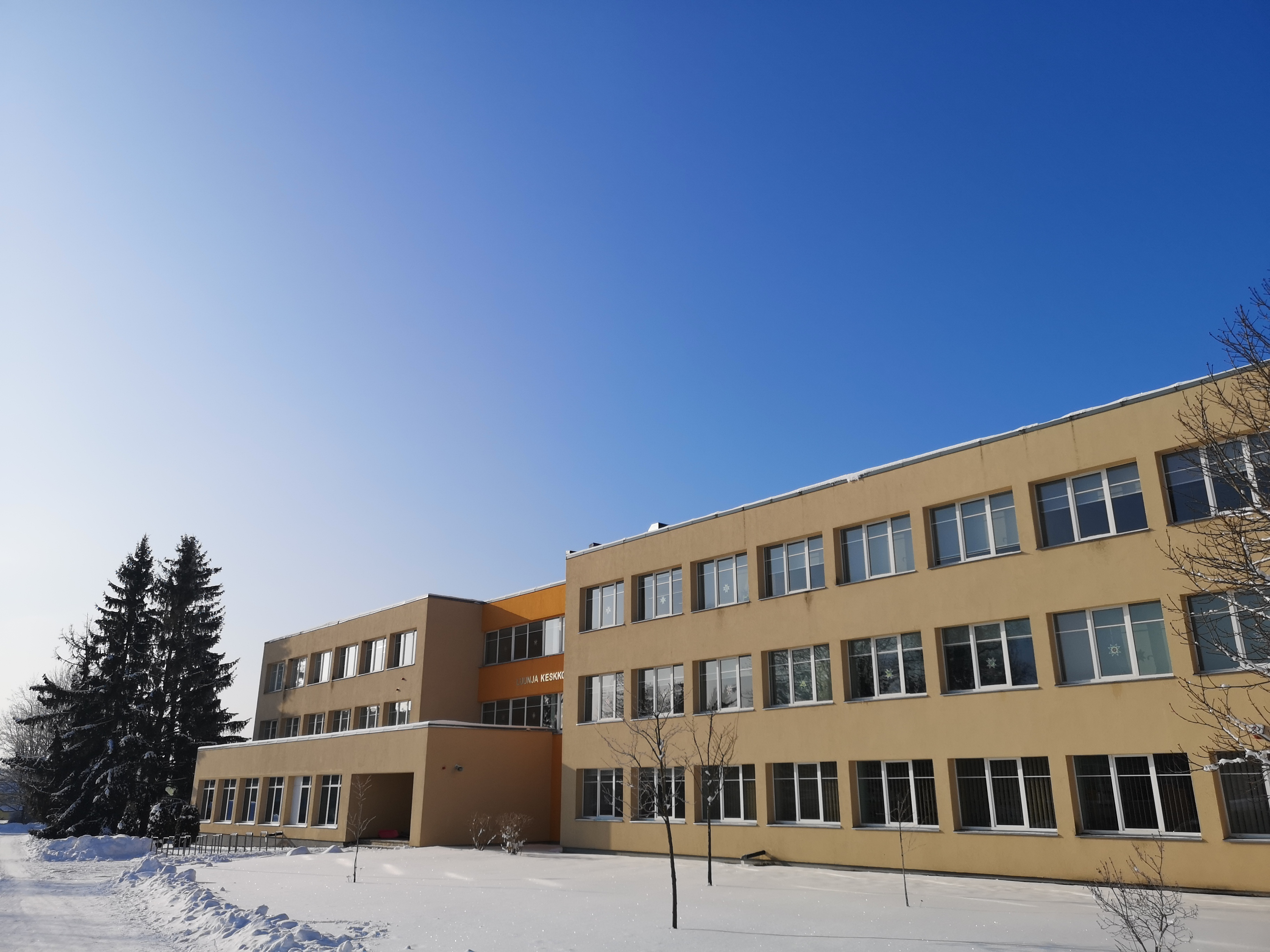
Средняя школа Луунья

Число жителей на 1 января каждого года:
| Год  | 2016 | 2017   | 2018   | 2019   | 2020   | 2021   | 2022   | 2023   | 2024   |
| ---- | ---- | ------ | ------ | ------ | ------ | ------ | ------ | ------ | ------ |
| Чел. | 4000 | ↗ 4202 | ↗ 4449 | ↗ 4754 | ↗ 5002 | ↗ 5182 | ↗ 5378 | ↗ 5612 | ↗ 5840 |

Число рождений:
| Год           | 2016 | 2017 | 2018 | 2019 |
| ------------- | ---- | ---- | ---- | ---- |
| Живорождённых | 55   | ↘ 50 | ↗ 84 | ↘ 79 |

Число смертей:
| Год     | 2016 | 2017 | 2018 | 2019 |
| ------- | ---- | ---- | ---- | ---- |
| Умерших | 24   | ↘ 19 | ↗ 27 | ↗ 32 |

Зарегистрированные безработные:
| Год     | 2016 | 2017 | 2018 | 2019 |
| ------- | ---- | ---- | ---- | ---- |
| Человек | 69   | ↗ 82 | ↗ 91 | ↗ 97 |

Средняя брутто-зарплата работника:
| Год  | 2016    | 2017      | 2018      | 2019      |
| ---- | ------- | --------- | --------- | --------- |
| Евро | 1086,64 | ↗ 1164,52 | ↗ 1253,76 | ↗ 1357,47 |

В 2019 году волость Луунья занимала 16 место по величине средней брутто-зарплаты среди 79 муниципалитетов Эстонии.
Число учеников в школах:
| Год  | 2016 | 2017  | 2018  | 2019  |
| ---- | ---- | ----- | ----- | ----- |
| Чел. | 337  | ↗ 367 | ↗ 415 | ↗ 448 |

## Инфраструктура

### Образование
В волости работает 3 детских сада: в посёлке Луунья и деревнях Лохква и Кавасту. Общеобразовательные учреждения: средняя школа Луунья и начальная школа-детсад Кавасту.

### Медицина
Медицинские услуги первичного уровня в волости оказывают фельдшер в посёлке Луунья, фельдшер в средней школе Луунья и медсестра в деревне Кавасту. Семейный врач принимает пациентов в фельдшерском пункте посёлка Луунья во вторую и четвёртую пятницу каждого месяца с 10.00 до 12.00.
Услуги врачей-специалистов, зубных врачей и стационарное лечение можно получить в уездном центре.

### Социальное обеспечение
В волости оказывается множество видов социальных услуг:
- социальное консультирование,
- консультирование по вопросам семьи (опекунство и др.),
- услуги социального работника по дому,
- услуга опорного лица,
- услуга по уходу,
- социальное жильё,
- социальный транспорт.

Также есть множество видов денежной социальной помощи, выплачиваемых дополнительно к государственным пособиям на основе соответствующего заявления волостной управе. Виды и размеры пособий в 2020 году:
- пособие на ребёнка:
— I часть, выплачивается после регистрации рождения первого и второго ребёнка 300 евро, после регистрации рождения третьего и каждого последующего ребёнка 420 евро, при условии, что один из родителей, родитель-одиночка или попечитель ребёнка по данным регистра народонаселения был жителем волости Луунья по крайней мере за 6 месяцев до его рождения,
 — II часть пособия, выплачивается по достижении ребёнком 1 года — 150 евро,
 — III часть пособия, выплачивается по достижении ребёнком 2-летнего возраста — 150 евро.
 II и III части пособия выплачиваются при условии, что оба родителя, родитель-одиночка или попечитель ребёнка по данным регистра народонаселения являются постоянными жителями волости Луунья по крайней мере за 6 месяцев до его рождения и до совершения последней выплаты;
- «пособие на букварь», выплачивается однократно по заявлению одного из родителей первоклассника, при условии, что до подачи заявления он числился в регистре населения волости Луунья не менее 3 месяцев — 170 евро;
- пособие на школьные обеды ученику основной школы и гимназии;
- пособие на школьные обеды учащемуся профессионального учебного заведения на базе основной школы — 50 евро в квартал в течение учебного периода и при условии, что учащимся пропущено без уважительной причины не более 10 уроков в квартал;
- компенсация стоимости рабочих тетрадей;
- компенсация расходов на использование тартуского общественного транспорта для поездок в школу; выплачивается детям из малообеспеченных семей, учащимся ПТУ на базе основной школы и ученикам иноязычной основной школы или гимназии.
- пособие пенсионеру по случаю юбилея:

— 70-летнего — 40 евро,

— 75-летнего —  45 евро,

— 80-летнего —  50 евро,

— 85-летнего —  55 евро,

— 90-летнего —  60 евро,

— 95-летнего —  65 евро,

— 100-летнего —  130 евро;
- прожиточное пособие;
- попечительское пособие, выплачивается попечителю лица с недостатками здоровья для частичной компенсации его расходов по уходу и на основе оценки необходимости попечительства социальным работником:

— попечителю лица с глубоким недостатком здоровья — 40 евро,

— попечителю лица с тяжёлым недостатком здоровья — 20 евро,

— попечителю ребёнка с недостатками здоровья — 55 евро;
- пособие, выплачиваемое в исключительном случае на основе письменного обоснованного заявления, представленного социальной комиссии волостного совета вместе с расходными документами, справками о доходах и расходах на жильё.

В посёлке Луунья по субботам с  17:00 до 20:00 работает общественная баня, цена билета в 2020 году составляла 1,60 евро.

### Культура и спорт
В посёлке Луунья работает Центр культуры и досуга, который проводит в год более 150 различных мероприятий. Вместе с Молодёжным центром Луунья и целевым учреждением SA Luunja Varahaldus ежегодно организуются детские лагеря и школьные трудовые дружины.
В деревнях Лохква, Сава и Сиргу действуют сельские общества, в посёлке Луунья — Общество сельских женщин. Работает несколько спортивных клубов: борьба, футбол, 3 клуба конного спорта.

## Экономика
Основными видами предпринимательской деятельности в волости являются промышленное производство и сельское хозяйство.
Крупнейшие работодатели волости по состоянию на 30 июня 2020 года и 31 марта 2025 года:
| Предприятие / организация | Вид деятельности | Численность работников, чел. | Численность работников, чел. |
| ------------------------- | --- | ---------------------------- | ---------------------------- |
| Предприятие / организация | Вид деятельности | 30.06.2020                   | 31.03.2025                   |
| Grüne Fee Eesti AS        | Выращивание овощей | 118                          | 106                          |
| Волостная управа Луунья   | Орган государственного управления | 65                           | 83                           |
| Luunja Keskkool           | Средняя школа | 48                           | 67                           |
| Greif OÜ                  | Печатание книг | 64                           | 59                           |
| Tatoli AS                 | Оптовая торговля сельскохозяйственной техникой, оборудованием и запасными частями; аренда и лизинг сельскохозяйственной техники и оборудования | 51                           | 55                           |
| Tarmeko Spoon AS          | Производство шпона | 57                           | 54                           |
| Tarmeko LPD OÜ            | Производство комплектующих мебели | 54                           | 36                           |
| Tarmeko Pehmemööbel OÜ    | Производство мебели | 37                           | 30                           |

## Достопримечательности и досуг
- Заповедник Пейпсивеэре. Основан в [[|1981 году с целью сохранить биологическое разнообразие влажных мест обитания и большую болотную систему в дельте реки Эмайыги. Площадь 250 км2. Идеальное место для наблюдения за птицами и рыбной ловли. На учебной тропе Эмайыэ есть места для установки палаток и разведения костра.
- Парк мызы Луунья, памятник культуры. Создан в XVIII веке в стиле барокко графом Б. К. фон Минихом, в конце XIX века был переделан в ландшафтный парк свободной формы. Рядом с парком расположен розарий.
- Школа верховой езды "Saksa Hobused" на хуторе Сакса. Имеет самую высокую оценку «3 звезды»[25].

### Первая постоянная выставка клавишных инструментов в Эстонии
В посёлке Луунья работает первая постоянная выставка клавишных инструментов (Лууньяский филиал Эстонского музея клавишных инструментов), целью которой является увековечение памяти родившегося в этих местах мастера клавишных инструментов международного значения Эрнста Хийза (1872–1964). Рядом с самым знаменитым творением Хийза — различными моделями рояля "Estonia" — выставлены пианино и рояль "Astron", пианино "Riga", пианино "Becker", рояль учителя Хийза — Роберта Ратке — "R. Rathke", немецкое пианино "Bechstein", бывшее для Хийза эталоном.

## Галерея

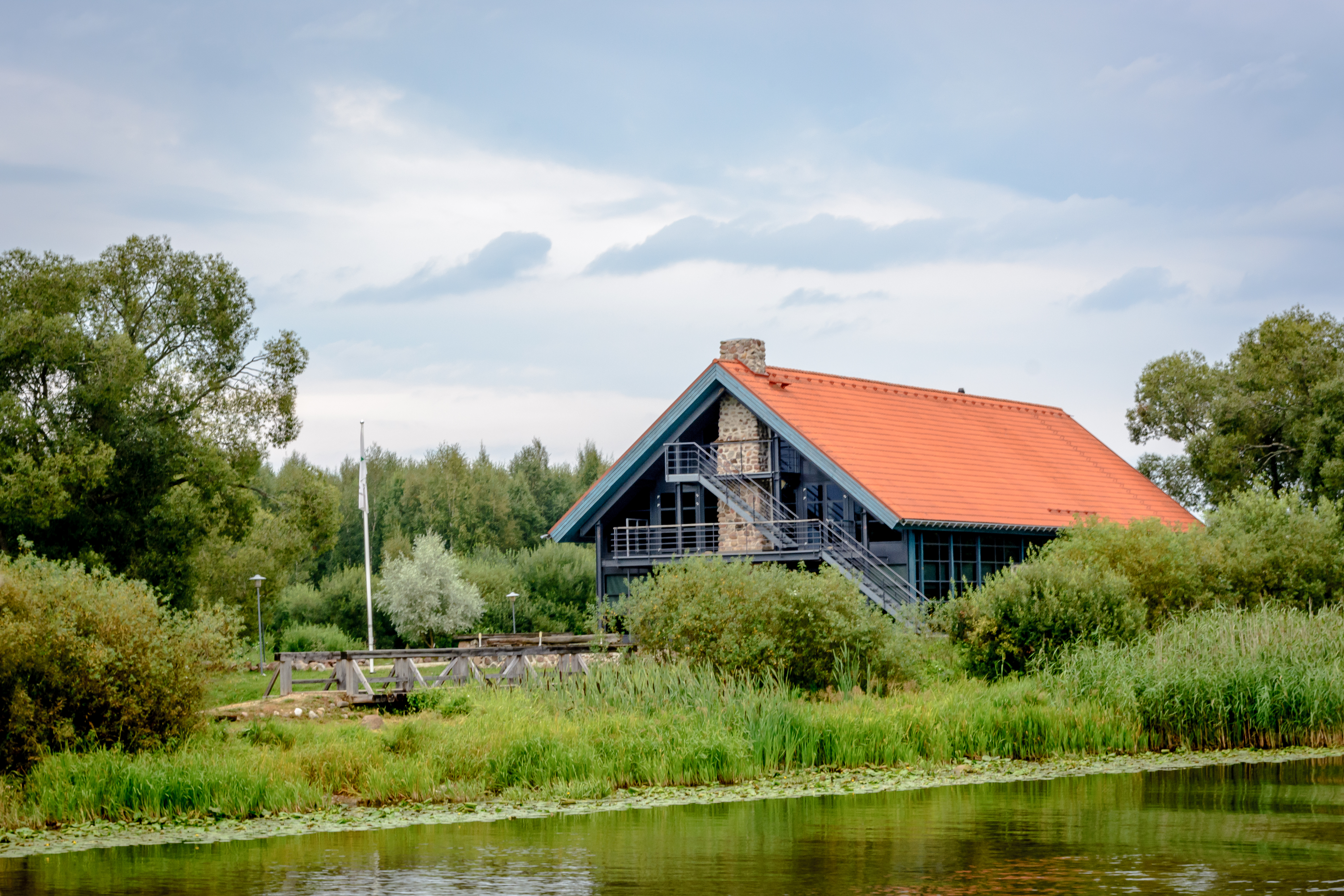
Территория городища Ууэ-Кавасту (памятник культуры)
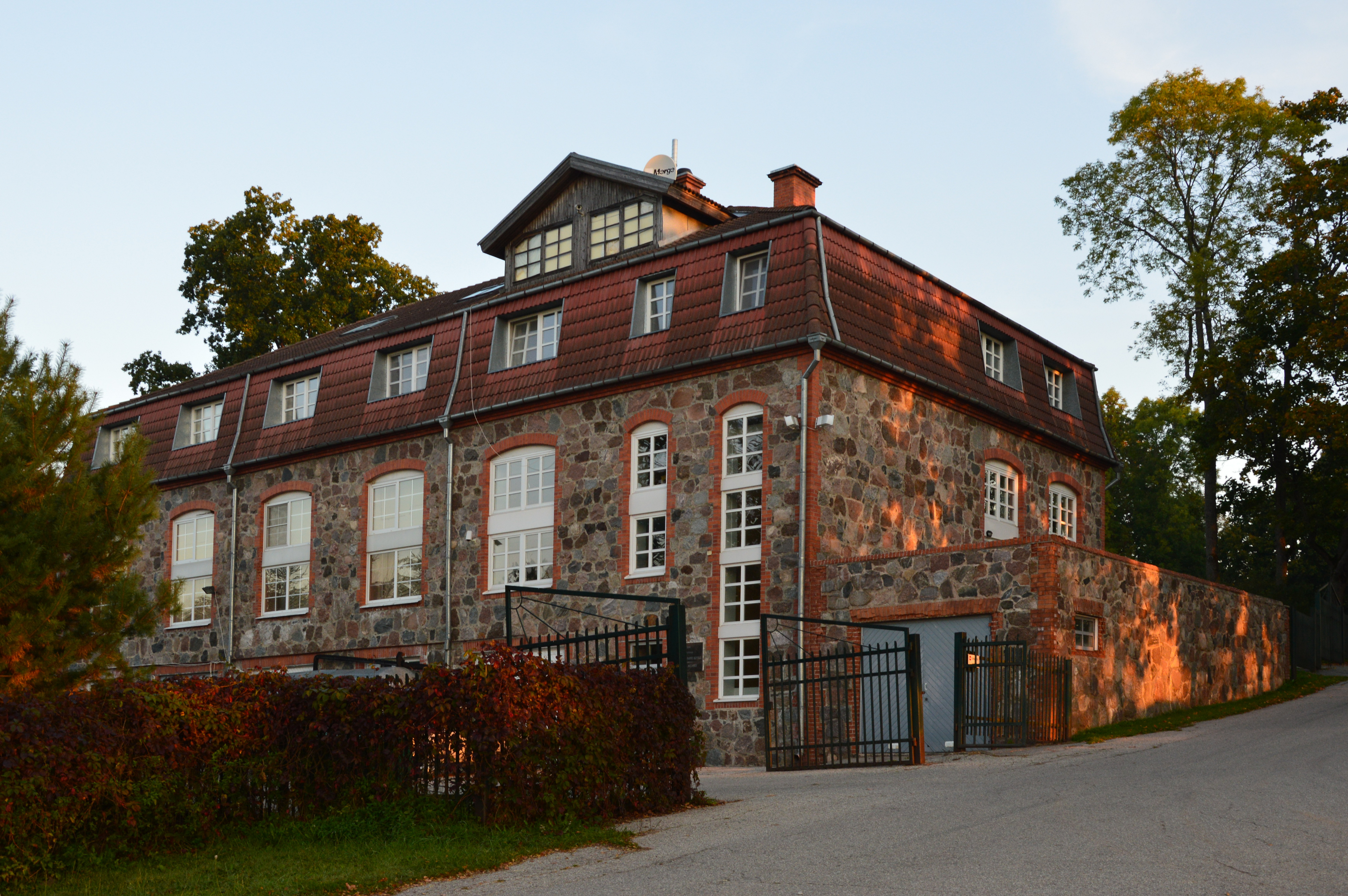
Молочное хозяйство в Кавасту
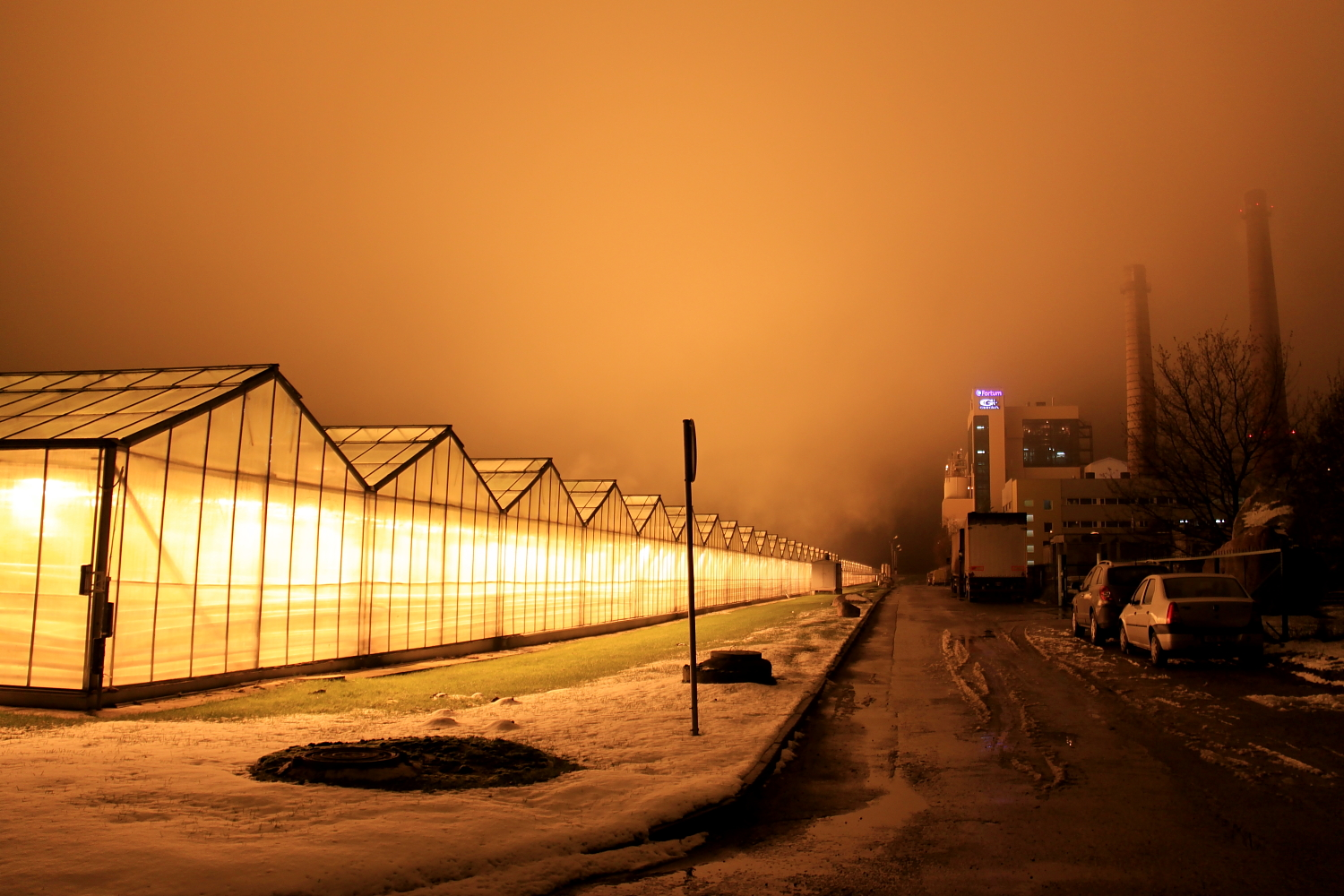
Парники и котельная в Лохква
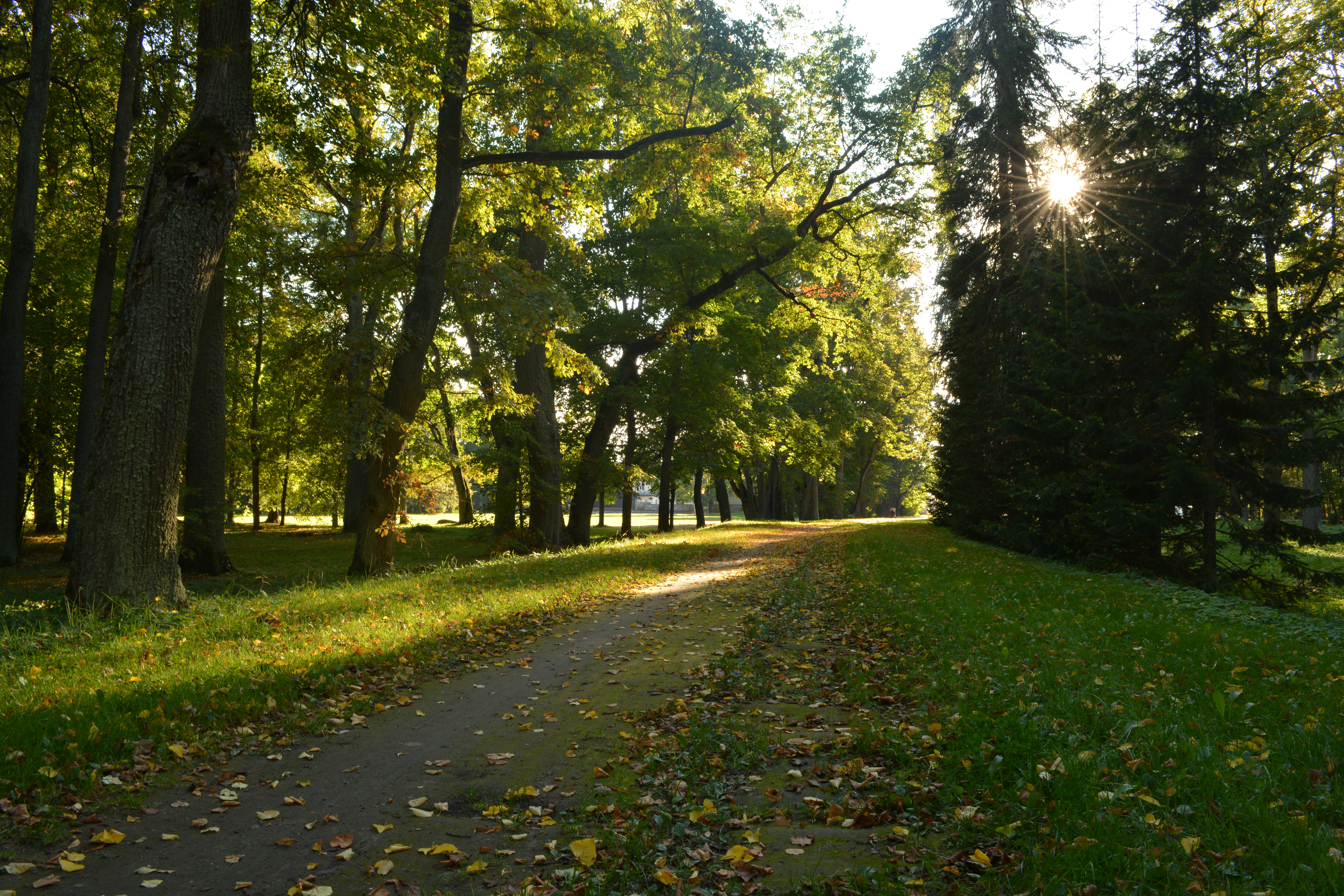
Парк мызы Луунья
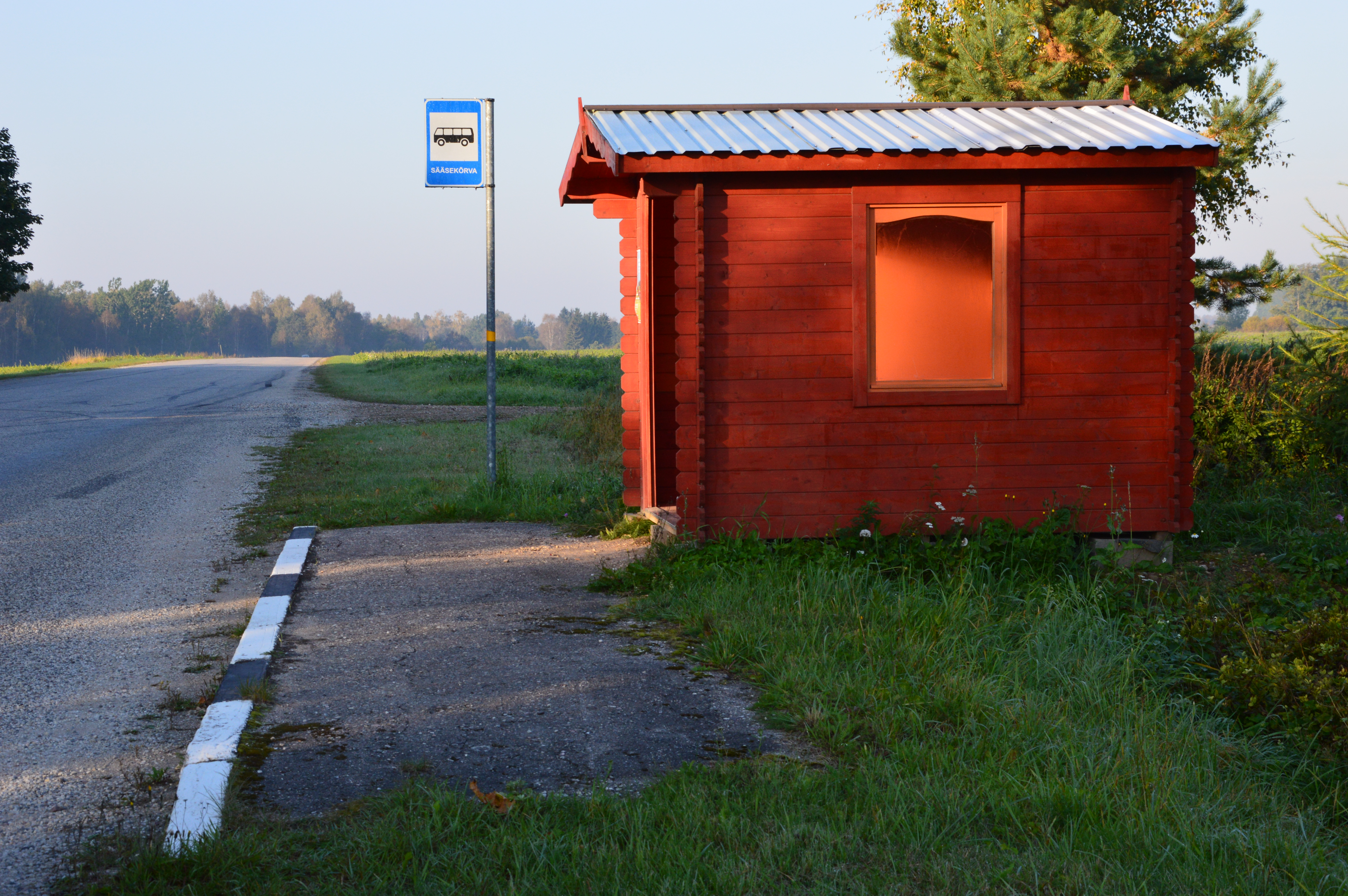
Автобусная остановка в Сяэзекырва

## Комментарии
1. ↑  Эстонские топонимы, оканчивающиеся на -а, в русском языке не склоняются[13], а род получают по родовому слову, например, деревне присваивается женский род, хотя в эстонском языке нет категории рода.